# 何敏嘉
何敏嘉（英語：Michael Ho Mun-ka，1955年11月6日—），香港註冊護士，民主黨成員，1991年至1997年任香港立法局議員（衛生服務界）。香港主權移交後，後被迫「下車」，未能成為臨時立法會議員，1998年重返立法會衛生服務界，至2000年任期屆滿，沒有角逐連任。

## 外部參考
- 立法會議員 -- 何敏嘉議員